# Cathédrale Saint-Edmundsbury
La cathédrale Saint-Edmundsbury (intitulée officiellement cathédrale Saint-Jacques-et-Saint-Edmond, en anglais : Cathedral Church of St James and St Edmund) est un édifice religieux de la ville britannique de Bury St Edmunds en Angleterre.

## Historique
Une église existe sur le site de la cathédrale depuis au moins 1065.
Au début du XIIe siècle, l'abbé Anselm essaya de faire un pèlerinage de Saint-Jacques-de-Compostelle. Son échec lui fait construire une église paroissiale dédiée à ce dernier au nord de Bury St Edmunds.
Cette église est reconstruite à partir de 1503 avec des améliorations aux XVIIIe et XIXe siècles. Quand le diocèse de St Edmundsbury et Ipswich est créé en 1914, l'église Saint-Jacques devint une cathédrale.
Elle est accrue d'un chœur tourné vers l'est dans les années 1960, et célébrée par la Fanfare for Saint Edmundsbury, une composition de circonstance de Benjamin Britten. Une tour de style néogothique est encore rapportée dans le cadre des fêtes du millénaire entre 2000 et 2005 : elle est ouverte au public en juillet 2005, et inaugurée par un concert de cuivres et un feu d'artifice. 

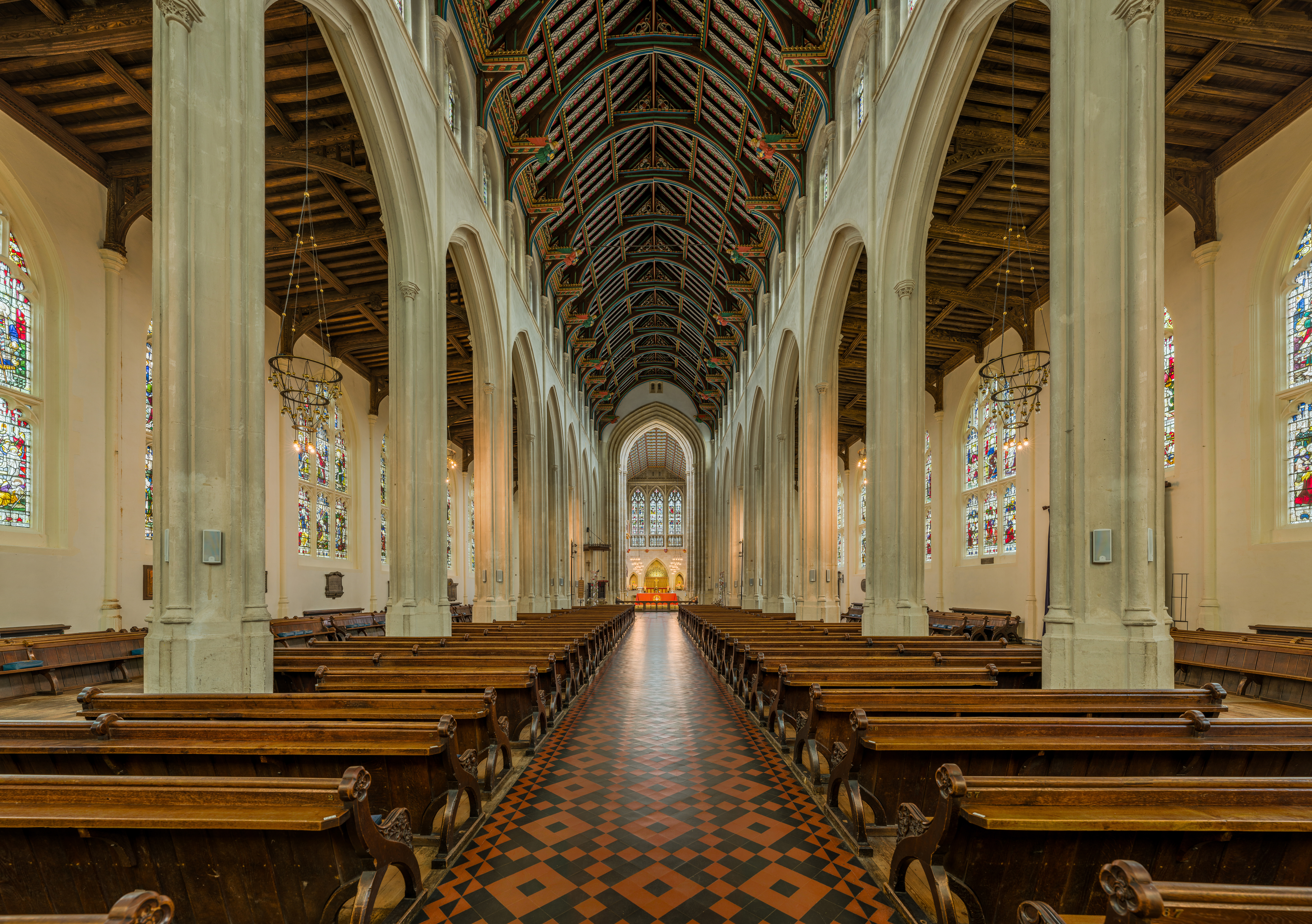
La nef de la cathédrale, vers l'est.

La nef de la cathédrale, en se rapprochant du choeur.

La cathédrale reste encore inachevée, notamment en ce qui concerne le cloître, et les secteurs encore en travaux sont fermés au public ; mais il reste que cette tour fait de la cathédrale de Saint-Edmundsbury la seule cathédrale authentiquement anglicane du Royaume-Uni. Il ne s'est construit dans le monde que quelques cathédrales de style néogothique. La construction de la tour a nécessité des techniques de construction nouvelles : six maçons assemblaient les unes aux autres les pierres au fur et à mesure de leur déchargement.